# Roelof Fabriek
Roelof Fabriek (Zwartsluis, 2 maart 1870 – Heemstede, 23 april 1940) was een in Suriname actief onderwijzer en politicus.
Hij werd geboren als zoon van Pieter Fabriek en Klazina Otten. Toen hij in 1897 trouwde was hij onderwijzer en was zijn vader schoolhoofd. Roelof Fabriek werd in 1898 in Suriname benoemd bij een openbare school voor uitgebreid lager onderwijs. In 1911 werd hij aangewezen als plaatsvervangend directeur van de Hendrikschool. Naast zijn werk bij de Hendrikschool en de normaalschool was hij ook actief in de politiek.
Fabriek werd in 1905 bij tussentijdse verkiezingen verkozen tot lid van de Koloniale Staten. Hij zou tot 1914 Statenlid blijven.
Terug in Nederland gaf hij onder andere les bij de Rijksnormaalschool in Hilversum, de Koningin Emmaschool in Bussum en de mulo in Aalten.
Fabriek overleed in 1940 op 70-jarige leeftijd.